# Donax gouldii
Donax gouldii är en musselart som beskrevs av Dall 1921. Donax gouldii ingår i släktet Donax och familjen Donacidae. Inga underarter finns listade i Catalogue of Life.

Höger klaff
Vänster klaff